# Rose Tower
Rose Tower är en skyskrapa i Dubai som färdigställdes 2007. Byggnaden används som hotell och är världens högsta hotell med sina 333 meter. Titeln innehades innan av Burj Al Arab som också finns i Dubai.
Skyskrapan har 73 våningar och har en uppfällbar dusch vid toppen för att tvätta fasaden. Den finns på Sheik Sayed Road nära Mc Donalds. Rose tower började byggas år 2004, men drabbades av en brand i november 2005 som försenade skyskrapan med ytterligare ett år och blev istället klar 2007.